# Jasmin Belguendouz
 (mai 2025).
Jasmin Belguendouz , née le  11 juin 1997 , est une joueuse algérienne de volley-ball et évolue au poste de Réceptionneur-attaquant ,,.

## Clubs
| Club                    | Pays      | De        | À         |
| ----------------------- | --------- | --------- | --------- |
| Allianz Stuttgart       | Allemagne | 2013-2014 | 2015-2016 |
| Volleyball-Team Hamburg | Allemagne | 2018-2019 | 2018-2019 |
| VG Elmshorn 1           | Allemagne | 2020-2021 |           |